# Mistrzostwa NACAC U18 i U23 w Lekkoatletyce 2019
Mistrzostwa NACAC U18 i U23 w Lekkoatletyce 2019 – zawody lekkoatletyczne, które odbyły się w dniach 5-7 lipca 2019 w meksykańskim stanie Querétaro. Była to 10. edycja młodzieżowych mistrzostw NACAC, jednak w ramach czempionatu były rozgrywane także konkurencje lekkoatletyczne w kategorii wiekowej U18.

## Rezultaty (U23)

### Mężczyźni
| Konkurencja                   | 1. miejsce                                                                       | Wynik          | 2. miejsce                                                                    | Wynik          | 3. miejsce           | Wynik                |
| ----------------------------- | -------------------------------------------------------------------------------- | -------------- | ----------------------------------------------------------------------------- | -------------- | -------------------- | -------------------- |
| Bieg na 100 m                 | Waseem Williams                                                                  | 10,01 (10,001) | Samson Colebrooke                                                             | 10,01 (10,002) | Mario Burke          | 10,01 (10,010)       |
| Bieg na 200 m                 | Samson Colebrooke                                                                | 20,58          | Jerod Elcock                                                                  | 20,65          | Miciah Harris        | 20,74                |
| Bieg na 400 m                 | Trevor Stewart                                                                   | 45,01          | Wil London                                                                    | 45,41          | Austin Cole          | 45,90                |
| Bieg na 800 m                 | Devin Dixon                                                                      | 1:47,49        | Isaiah Jewett                                                                 | 1:49,43        | Jauavney James       | 1:49,52              |
| Bieg na 1500 m                | Cade Bethmann                                                                    | 4:02,84        | Victor Ortiz                                                                  | 4:03,39        | Cristian García      | 4:03,71              |
| Bieg na 5000 m                | Erick Cayetano                                                                   | 15:19,84       | Jonathan del Razo                                                             | 15:22,39       | nie przyznano medalu | nie przyznano medalu |
| Bieg na 10 000 m              | Matt Young                                                                       | 32:46,84       | Jesús Nava                                                                    | 32:48,75       | Francisco Sánchez    | 33:25,80             |
| Bieg na 3000 m z przeszkodami | Alex Rogers                                                                      | 9:10,55        | John Rice                                                                     | 9:16,29        | Victor Ortiz         | 9:18,92              |
| Bieg na 110 m przez płotki    | Phillip Lemonious                                                                | 13,47          | Rohan Cole                                                                    | 13,55          | Dashuan Jackson      | 13,58                |
| Bieg na 400 m przez płotki    | Quincy Hall                                                                      | 49,77          | Norman Grimes                                                                 | 50,07          | Pablo Andrés Ibáñez  | 50,96                |
| Sztafeta 4 × 100 m            | Stany Zjednoczone Justin Hall · Marcus Parker · Darrell Singleton · Ja'Mari Ward | 40,03          | Bahamy Tamar Greene · Samson Colebrooke · Holland Martin · Shakeem Hall-Smith | 40,33          | nie przyznano medalu | nie przyznano medalu |
| Chód na 10 000 m              | Gustavo Israel Solís                                                             | 42:09,49       | José Oswaldo Calel                                                            | 42:55,27       | Saul Mena            | 44:03,54             |
| Skok wzwyż                    | Keenon Laine                                                                     | 2,25           | Earnest Sears                                                                 | 2,25           | Erick Portillo       | 2,22                 |
| Skok o tyczce                 | Clayton Fritsch                                                                  | 5,60           | Zach Bradford                                                                 | 5,60           | Natán Rivera         | 4,90                 |
| Skok w dal                    | Andwuelle Wright                                                                 | 8,25           | Shawn-D Thompson                                                              | 8,05           | Wayne Pinnock        | 7,97                 |
| Trójskok                      | Isaiah Griffith                                                                  | 16,79          | Armani Wallace                                                                | 16,72          | O’Brien Wasome       | 16,66                |
| Pchnięcie kulą                | Jordan Geist                                                                     | 20,81          | Kyle Mitchell                                                                 | 18,70          | Zackery Short        | 18,34                |
| Rzut dyskiem                  | Rojé Stona                                                                       | 56,97          | Iffy Joyner                                                                   | 54,92          | Mark Bujnowski       | 50,77                |
| Rzut młotem                   | Robert Colantonio                                                                | 66,78          | Kieran McKeag                                                                 | 66,37          | Andreas Troschke     | 60,61                |
| Rzut oszczepem                | Anderson Peters                                                                  | 81,89          | Markim Felix                                                                  | 78,10          | Félix Torres         | 68,72                |

### Kobiety
| Konkurencja                   | 1. miejsce                                                                           | Wynik    | 2. miejsce                                                                  | Wynik    | 3. miejsce                                                               | Wynik    |
| ----------------------------- | ------------------------------------------------------------------------------------ | -------- | --------------------------------------------------------------------------- | -------- | ------------------------------------------------------------------------ | -------- |
| Bieg na 100 m                 | Teahna Daniels                                                                       | 11,03    | Twanisha Terry                                                              | 11,08    | Halle Hazzard                                                            | 11,20    |
| Bieg na 200 m                 | Anglerne Annelus                                                                     | 22,84    | Natassha McDonald                                                           | 23,31    | Ashlan Best                                                              | 23,75    |
| Bieg na 400 m                 | Kyra Constantine                                                                     | 51,51    | Roneisha McGregor                                                           | 51,70    | Chloe Abbott                                                             | 51,87    |
| Bieg na 800 m                 | Avi'Tal Wilson-Perteete                                                              | 2:05,70  | Nia Akins                                                                   | 2:07,11  | Erinn Stenman-Fahey                                                      | 2:11,58  |
| Bieg na 1500 m                | Alma Cortes                                                                          | 4:28,37  | Katie Rainsberger                                                           | 4:30,86  | Alexis Fuller                                                            | 4:36,60  |
| Bieg na 5000 m                | Jaci Smith                                                                           | 16:51,41 | Jessica Drop                                                                | 17:33,81 | Elizabeth Tuxpan                                                         | 18:34,16 |
| Bieg na 10 000 m              | Kathryn Munks                                                                        | 37:03,63 | Elizabeth Funderburk                                                        | 38:06,83 | Paola Ramos                                                              | 38:55,70 |
| Bieg na 3000 m z przeszkodami | Hannah Steelman                                                                      | 10:21,88 | Gabrielle Jennings                                                          | 10:47,35 | Nayelly Mendoza                                                          | 11:18,66 |
| Bieg na 100 m przez płotki    | Tonea Marshall                                                                       | 12,57    | Chanel Brissett                                                             | 12,73    | Mariam Abdul-Rashid                                                      | 13,23    |
| Bieg na 400 m przez płotki    | Anna Cockrell                                                                        | 56,54    | Shiann Salmon                                                               | 56,83    | Brittley Humphrey                                                        | 57,36    |
| Sztafeta 4 × 100 m            | Stany Zjednoczone Brianna Duncan · Rebekah Smith · Anglerne Annelus · Twanisha Terry | 42,97    | Kanada Shyvonne Roxborough · Ashlan Best · Natassha McDonald · Audrey Leduc | 44,28    | Meksyk Aurora Jurado · Monica Ortiz · Araceli Espinosa · Alejandra Ortiz | 47,52    |
| Chód na 5000 m                | Valeria Ortuño                                                                       | 23:05,88 | Amberly Melendez                                                            | 23:25,50 | Diana Miranda                                                            | 23:40,73 |
| Skok wzwyż                    | Nicole Greene                                                                        | 1,87     | Ximena Esquivel                                                             | 1,87     | Erinn Beattie                                                            | 1,75     |
| Skok o tyczce                 | Alina McDonald                                                                       | 4,30     | Sophia Franklin                                                             | 3,90     | Silvia Guerrero                                                          | 3,80     |
| Skok w dal                    | Aliyah Whisby                                                                        | 6,82     | Jasmyn Steels                                                               | 6,64     | Jessicca Noble                                                           | 6,49     |
| Trójskok                      | Davisleydis Velazco                                                                  | 13,94    | Danielle Spence                                                             | 13,24    | Charisma Taylor                                                          | 13,22    |
| Pchnięcie kulą                | Samantha Noennig                                                                     | 17,23    | Alyssa Wilson                                                               | 16,73    | Gabrielle Bailey                                                         | 16,51    |
| Rzut dyskiem                  | Shanice Love                                                                         | 60,14    | Laulauga Tausaga                                                            | 59,37    | Melany Matheus                                                           | 55,40    |
| Rzut młotem                   | Alyssa Wilson                                                                        | 63,95    | Liz Arleen Collía                                                           | 60,94    | Tasha Willing                                                            | 59,50    |
| Rzut oszczepem                | Kylee Carter                                                                         | 54,48    | Jenna Gray                                                                  | 53,87    | Luz Mariana Castro                                                       | 53,56    |

### Zawody mieszane
| Konkurencja                 | 1. miejsce                                                               | Wynik   | 2. miejsce                                                                     | Wynik   | 3. miejsce                                                                        | Wynik   |
| --------------------------- | ------------------------------------------------------------------------ | ------- | ------------------------------------------------------------------------------ | ------- | --------------------------------------------------------------------------------- | ------- |
| Sztafeta mieszana 4 × 400 m | Jamajka Terry Thomas · Shiann Salmon · Martin Manley · Roneisha McGregor | 3:16,99 | Stany Zjednoczone Norman Grimes · Chloe Abbott · Hannah Waller · Marcus Parker | 3:17,74 | Kanada Natassha McDonald · Khamal Stewart-Baynes · Kyra Constantine · Austin Cole | 3:22,43 |

## Rezultaty (U18)

### Mężczyźni
| Konkurencja                          | 1. miejsce                                                                | Wynik    | 2. miejsce                                                                    | Wynik    | 3. miejsce                                                                                     | Wynik    |
| ------------------------------------ | ------------------------------------------------------------------------- | -------- | ----------------------------------------------------------------------------- | -------- | ---------------------------------------------------------------------------------------------- | -------- |
| Bieg na 100 m                        | Conroy Jones                                                              | 10,32    | Darian Clarke                                                                 | 10,38    | Ackeem Blake                                                                                   | 10,41    |
| Bieg na 200 m                        | Rajay Morris                                                              | 20,82    | Darian Clarke                                                                 | 21,18    | Gerardo Lomeli                                                                                 | 21,19    |
| Bieg na 400 m                        | Luis Antonio Avilés                                                       | 46,36    | Kyle Gale                                                                     | 47,34    | Deandre Watkin                                                                                 | 47,63    |
| Bieg na 800 m                        | Abdullahi Hassan                                                          | 1:52,48  | Chevonne Hall                                                                 | 1:53,32  | Handal Roban                                                                                   | 1:53,39  |
| Bieg na 1500 m                       | Matthew Larkin                                                            | 4:12,63  | Isrrael Tinajero                                                              | 4:12,90  | Yael Paniagua                                                                                  | 4:14,96  |
| Bieg na 3000 m                       | Iker Sánchez                                                              | 8:42,71  | Ian Sánchez                                                                   | 8:46,19  | Dakota Goguen                                                                                  | 9:12,76  |
| Bieg na 2000 m z przeszkodami        | Roberto Ángel Marquez                                                     | 6:14,67  | Eduardo Cortez                                                                | 6:21,62  | Brandon Barrantes                                                                              | 6:21,70  |
| Bieg na 110 m przez płotki (91,4 cm) | Vashaun Vascianna                                                         | 13,09    | Jerome Campbell                                                               | 13,59    | Justin Guy                                                                                     | 13,79    |
| Bieg na 400 m przez płotki (83,8 cm) | Sean Hewitt                                                               | 53,17    | Devontie Archer                                                               | 53,18    | Joshua Gorocica                                                                                | 54,27    |
| Sztafeta 4 × 100 m                   | Jamajka Jerome Campbell · Vashaun Vascianna · Raheim Scott · Conroy Jones | 41,17    | Trynidad i Tobago Justin Guy · Devin Augustine · Jaydon Moore · Shakeem McKay | 41,82    | Meksyk Diego Flores · Victor Gabriel Galaviz · Jesús Eduardo Salinas · Diego Alberto Hernández | 42,42    |
| Chód na 10 000 m                     | César Cordova                                                             | 43:09,45 | Cristhian Juarez                                                              | 44:43,75 | Eduard Arias                                                                                   | 45:49,24 |
| Skok wzwyż                           | Romaine Beckford                                                          | 2,14     | Aiden Grout                                                                   | 2,08     | Xesus Jaime                                                                                    | 1,96     |
| Skok o tyczce                        | Josué Daniel García                                                       | 4,65     | Luis Mendoza                                                                  | 4,20     | Piero Braghieri                                                                                | 4,00     |
| Skok w dal                           | Kavian Kerr                                                               | 7,66     | Jordan Turner                                                                 | 7,46     | Christopher Juárez                                                                             | 6,88     |
| Trójskok                             | Jordan Turner                                                             | 14,52    | Nathan Crawford-Wallis                                                        | 14,45    | Alfredo Maldonado                                                                              | 13,86    |
| Pchnięcie kulą (5 kg)                | Ralford Mullings                                                          | 20,96    | José Arturo Olmos                                                             | 18,07    | Jairo Espinosa                                                                                 | 17,57    |
| Rzut dyskiem (1,5 kg)                | Ralford Mullings                                                          | 62,34    | Tarajh Hudson                                                                 | 56,74    | Julio César Santos                                                                             | 54,40    |
| Rzut młotem (5 kg)                   | Aldo Zavala                                                               | 69,89    | Miguel Ángel Trevizo                                                          | 58,30    | Alexis Sánchez                                                                                 | 45,37    |
| Rzut oszczepem (0,7 kg)              | Keyshawn Strachan                                                         | 62,70    | Luis Ángel Ortega                                                             | 59,63    | Alexis Rodríguez                                                                               | 58,50    |

### Kobiety
| Konkurencja                          | 1. miejsce                                                              | Wynik    | 2. miejsce                                                              | Wynik    | 3. miejsce                                                                | Wynik                |
| ------------------------------------ | ----------------------------------------------------------------------- | -------- | ----------------------------------------------------------------------- | -------- | ------------------------------------------------------------------------- | -------------------- |
| Bieg na 100 m                        | Briana Williams                                                         | 11,11    | Joella Lloyd                                                            | 11,43    | Brandy Hall                                                               | 11,57                |
| Bieg na 200 m                        | Shaniqua Bascombe                                                       | 24,00    | Jillian Catton                                                          | 24,37    | Caitlyn Bobb                                                              | 24,53                |
| Bieg na 400 m                        | Caitlyn Bobb                                                            | 53,92    | Krystalann Bechard                                                      | 54,13    | Rae-Anne Serville                                                         | 54,38                |
| Bieg na 800 m                        | Lorena Rangel                                                           | 2:10,28  | Emma Pegg                                                               | 2:10,49  | Cassandra Williamson                                                      | 2:11,15              |
| Bieg na 1500 m                       | Kendra Lewis                                                            | 4:44,89  | Fabianna Szorenyi                                                       | 4:46,70  | Jardine Lam-Colling                                                       | 4:47,25              |
| Bieg na 3000 m                       | Sabrina Salcedo                                                         | 10:16,70 | Denisse Amaro                                                           | 10:38,43 | Fabianna Szorenyi                                                         | 10:45,98             |
| Bieg na 2000 m z przeszkodami        | Katelyn Stewart-Barnett                                                 | 7:15,31  | Cecilia Howes                                                           | 7:34,40  | Andrea Avalos                                                             | 7:40,30              |
| Bieg na 100 m przez płotki (76,2 cm) | Crystal Morrison                                                        | 13,19    | Ackera Nugent                                                           | 13,50    | Isabella Goudros                                                          | 13,75                |
| Bieg na 400 m przez płotki           | María José Romero                                                       | 1:04,57  | Silvia Duarte                                                           | 1:04,66  | Daniela Aragón                                                            | 1:07,95              |
| Sztafeta 4 × 100 m                   | Jamajka Krystal Sloley · Ackera Nugent · Brandy Hall · Crystal Morrison | 45,02    | Kanada Brianna Gayle · Isabella Goudros · Hannah Heise · Jillian Catton | 46,09    | Meksyk Evelyn Escobar · Monserrat Rodríguez · Dana Ponce · Barbara García | 48,40                |
| Chód na 5000 m                       | Sofia Ramos                                                             | 23:45,69 | Mariana Muñoz                                                           | 24:18,64 | María Camila Mena                                                         | 26:03,07             |
| Skok wzwyż                           | Ana Paula Pollorena                                                     | 1,66     | Claudia Millan                                                          | 1,63     | Danna Rodríguez                                                           | 1,60                 |
| Skok o tyczce                        | Adriana Arellano                                                        | 3,70     | Escarlett García                                                        | 3,40     | nie przyznano medalu                                                      | nie przyznano medalu |
| Skok w dal                           | Anthaya Charlton                                                        | 5,86     | Paula-Ann Chambers                                                      | 5,76     | María Fernanda Marquez                                                    | 5,69                 |
| Trójskok                             | Mahalia Mitchell                                                        | 13,13    | María Fernanda Marquez                                                  | 11,91    | Natalia Jiménez                                                           | 10,81                |
| Pchnięcie kulą (3 kg)                | María Fernanda Flores                                                   | 14,99    | Treneese Hamilton                                                       | 14,65    | Mariana Almeyda                                                           | 14,05                |
| Rzut dyskiem                         | Shanice Hutson                                                          | 42,02    | Alejandra Rosales                                                       | 41,91    | Carolina Quiñonez                                                         | 37,58                |
| Rzut młotem (3 kg)                   | Paola Bueno                                                             | 59,43    | Catherina Blouin                                                        | 56,53    | Yanielys Torres                                                           | 50,90                |
| Rzut oszczepem (0,5 kg)              | Xochitl Montoya                                                         | 48,53    | Rhema Otabor                                                            | 47,68    | Paulina Cazares                                                           | 45,26                |

### Zawody mieszane
| Konkurencja                 | 1. miejsce                                                                        | Wynik   | 2. miejsce                                                                | Wynik   | 3. miejsce                                                                      | Wynik   |
| --------------------------- | --------------------------------------------------------------------------------- | ------- | ------------------------------------------------------------------------- | ------- | ------------------------------------------------------------------------------- | ------- |
| Sztafeta mieszana 4 × 400 m | Trynidad i Tobago Jessiah Jones · Rae-Anne Serville · Taejha Badal · Saeed Pompey | 3:26,49 | Jamajka Deandre Watkin · Daniella Deer · Kenya Thompson · Devontie Archer | 3:28,14 | Kanada Angelina Shandro · Gage Marshall · Krystalann Bechard · Abdullahi Hassan | 3:29,86 |

## Klasyfikacja medalowa

### U23
Kolorem niebieskim oznaczono kraj organizujący mistrzostwa.
| Miejsce | Państwo           | Złoto | Srebro | Brąz | Razem |
| ------- | ----------------- | ----- | ------ | ---- | ----- |
| 1.      | Stany Zjednoczone | 27    | 23     | 6    | 56    |
| 2.      | Jamajka           | 5     | 6      | 5    | 16    |
| 3.      | Meksyk            | 4     | 3      | 10   | 17    |
| 4.      | Kanada            | 1     | 2      | 8    | 11    |
| 5.      | Bahamy            | 1     | 2      | 1    | 4     |
| 6.      | Kuba              | 1     | 1      | 1    | 3     |
| 6.      | Grenada           | 1     | 1      | 1    | 3     |
| 8.      | Trynidad i Tobago | 1     | 1      | 0    | 2     |
| 9.      | Portoryko         | 0     | 1      | 3    | 4     |
| 10.     | Gwatemala         | 0     | 1      | 0    | 1     |
| 11.     | Salwador          | 0     | 0      | 2    | 2     |
| 12.     | Barbados          | 0     | 0      | 1    | 1     |
| 12.     | Honduras          | 0     | 0      | 1    | 1     |
| Razem   | Razem             | 41    | 41     | 39   | 121   |

### U18
Kolorem niebieskim oznaczono kraj organizujący mistrzostwa.
| Miejsce | Państwo                   | Złoto | Srebro | Brąz | Razem |
| ------- | ------------------------- | ----- | ------ | ---- | ----- |
| 1.      | Meksyk                    | 15    | 12     | 19   | 46    |
| 2.      | Jamajka                   | 13    | 7      | 3    | 23    |
| 3.      | Kanada                    | 5     | 7      | 5    | 17    |
| 4.      | Bahamy                    | 2     | 2      | 0    | 4     |
| 5.      | Trynidad i Tobago         | 2     | 1      | 2    | 5     |
| 6.      | Barbados                  | 1     | 4      | 0    | 5     |
| 7.      | Bermudy                   | 1     | 0      | 1    | 2     |
| 8.      | Portoryko                 | 0     | 2      | 2    | 4     |
| 9.      | Salwador                  | 0     | 1      | 3    | 4     |
| 10.     | Kostaryka                 | 0     | 1      | 2    | 3     |
| 11.     | Antigua i Barbuda         | 0     | 1      | 0    | 1     |
| 11.     | Dominika                  | 0     | 1      | 0    | 1     |
| 13.     | Saint Vincent i Grenadyny | 0     | 0      | 1    | 1     |
| Razem   | Razem                     | 39    | 39     | 38   | 116   |